# Mika Kikuchi
Mika Kikuchi (菊地 美香, Kikuchi Mika) est une actrice et seiyū japonaise née le 16 décembre 1983 à Misato (Japon).

## Œuvres (sélection partielle)

### Doublage d'anime
- Tsubasa CHRoNiCLE, xxxHOLIC et tsubasa TOKYO REVELATIONS : Mokona Modoki
- Mai Otome et Mai Otome Zwei : Arika Yumemiya
- Pokémon : Donjon mystère: Shutsudō Pokémon Kyūjotai Ganbaruzu! : Pichu
- Shikabanehime Aka et Kuro : Saki Amase
- Sora Kake Girl : Bougainvillea
- Reborn! : Bluebell
- NieA_7 : Niea

### Dramas
- Tokusō Sentai Dekaranger : Umeko/Dekapink
- Tsuushin Ari : Kanna Azuma
- Kamen Rider Kabuto : Yuki Tamai

### Cinéma
- Tokusō Sentai Dekaranger The Movie Full Blast Action, Tokusō Sentai Dekaranger VS. Abaranger, Mahou Sentai Magiranger VS. Dekaranger et Gokaiger Goseiger Super Sentai 199 Hero Daikessen : Umeko/Dekapink
- Engine Sentai Go-onger BUNBUN! BANBAN! GekijōBANG!! : Tsukinowa
- Battle Royale 2: Requiem : Ayane Yagi
- Suicide Club : Sakura Kuroda
- Inazuma! et Inazuma!! SPARK : Jun Terada

### Performances scéniques
- Annie : Janet
- Les Misérables : Cosette
- Mozart, l'opéra rock : Nannerl
- Catch Me If You Can (en) : Brenda Strong
- Dracula, the Musical : Lucy Westenra
- Titanic : Caroline Neville